# Léré (Gorgadji)
Pour les articles homonymes, voir Léré.
Léré est une localité située dans le département de Gorgadji de la province du Séno dans la région Sahel au Burkina Faso.